# 福尔摩斯雕像 (迈林根)

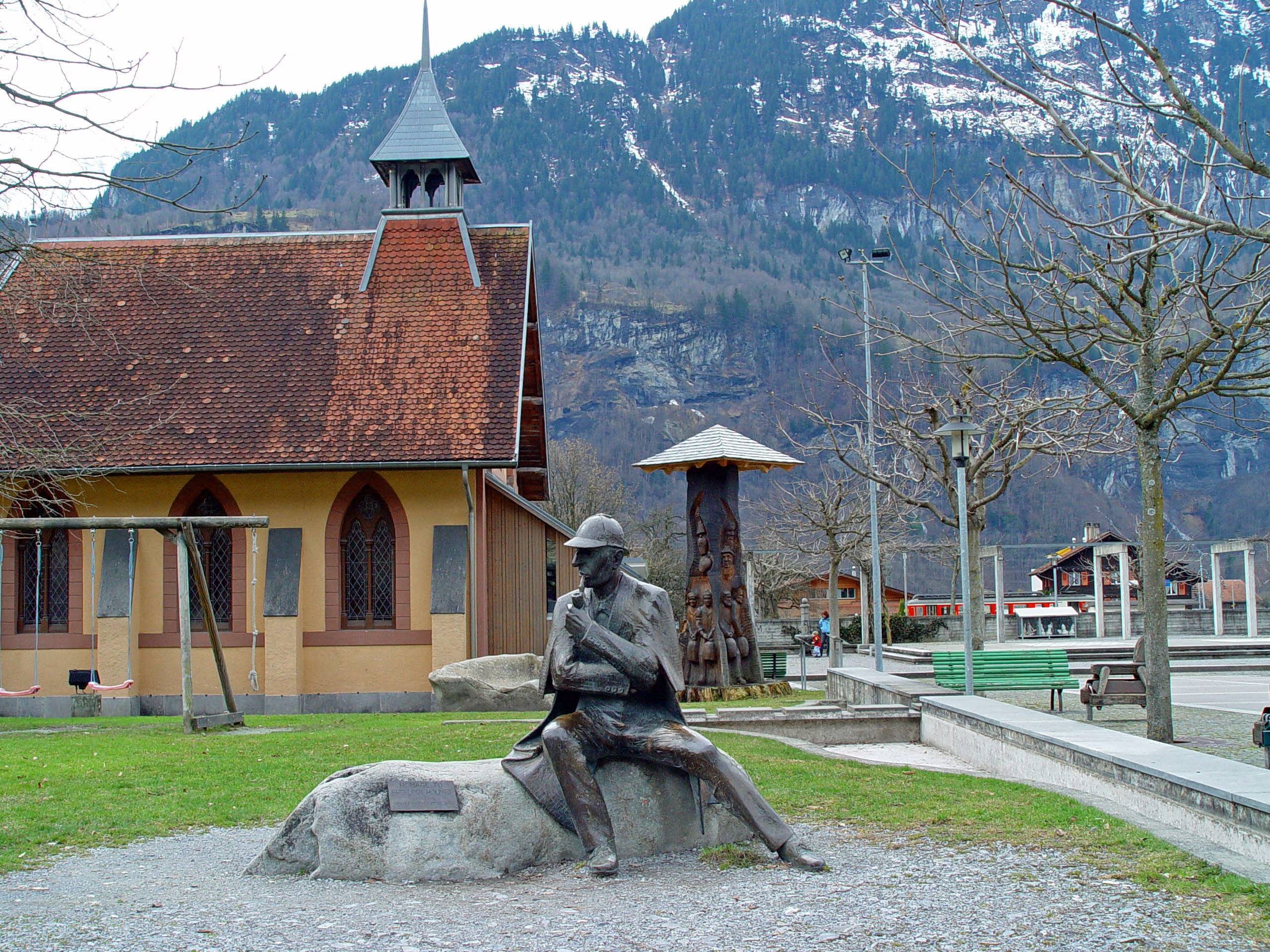
福尔摩斯雕像与原英国教堂

福尔摩斯雕像（Sherlock Holmes）是英国雕塑家约翰·达布迪（John Doubleday）的一尊雕塑，于1988年9月10日在瑞士伯尔尼州因特拉肯-上哈斯利区的小镇迈林根揭幕。在阿瑟·柯南·道尔的小说中，歇洛克·福尔摩斯成功地击败了他的对手詹姆斯·莫里亚蒂教授。 